# Santos Iriarte
Victoriano Santos Iriarte (dit el Canario) est un joueur de football uruguayen, né le 2 novembre 1902 et mort le 10 novembre 1968, de 1,70 m pour 68 kg, ayant occupé le poste d’ailier gauche en sélection nationale, et au Racing CM puis au Peñarol.

## Biographie
Doté d'un puissant et précis coup de pied à longue distance, il marqua le troisième but uruguayen lors de la finale de la 1re Coupe du monde de football 1930 (68e minute), et en inscrivit au total 2 durant la compétition, dont il disputa finalement toutes les parties proposées à son pays alors que sa sélection initiale en avait surpris plus d'un (en effet, sélectionné 6 ans plus tôt pour les Jeux olympiques de 1924 avec Pascual Somma, tous deux décidèrent brusquement de quitter Paris à la veille de la compétition, pour rentrer à Montevideo) !